# Sắt(III) dichromat
Sắt(III) đicromat là hợp chất vô cơ, một muối của sắt(III) và axit đicromic có công thức hóa học Fe2(Cr2O7)3, tinh thể màu nâu đỏ, tan trong nước.

## Tính chất vật lý
Sắt(III) đicromat tạo thành các tinh thể màu nâu đỏ.
Nó hòa tan trong nước.

## Ứng dụng
Sắt(III) đicromat thường được sử dụng cho việc tạo ra màu sơn.

## Hợp chất khác
Fe2(Cr2O7)3 còn tạo một số hợp chất với CO(NH2)2, như Fe2(Cr2O7)3·12CO(NH2)2 là bột hoặc tinh thể màu vàng cam, ngoài ánh sáng nó sẽ chuyển sang màu lục nhạt.